# برنهارد ینسن
برنهارد ینسن (به دانمارکی: Bernhard Jensen)؛ (زادۀ ۱۶ فوریهٔ ۱۹۱۲ میلادی – درگذشتۀ ۱۷ ژوئن ۱۹۹۷ میلادی) یک کانوئیست در آب‌های مسطح (قایق‌ران سرعتی) اهل دانمارک بود که در اواخر دههٔ ۱۹۴۰ میلادی مسابقه داد. او در مسابقات کی-۲ ۱۰۰۰ متر در المپیک تابستانی ۱۹۴۸ میلادی لندن مدال نقره گرفت.
ینسن همچنین دو مدال برنز را در مسابقات جهانی کانو اسپرینت آی‌سی‌اف ۱۹۴۸ میلادی در لندن به دست آورد و آن‌ها را در مسابقات کی-۱، ۴ در ۵۰۰ متر و کی-۲، ۵۰۰ متر به دست آورد.